# Église Saint-Denis de Montpellier
L'église Saint-Denis située à Montpellier dans le département de l'Hérault, en France, est un édifice religieux du XVIIIe siècle de style jésuite, inscrit aux monuments historiques.

## Historique
Du XIIe au XVIe siècle, une première église Saint-Denis s'élève à l'extérieur de l'enceinte de la ville, dans le quartier de Montpelliéret, sur ce qui sera plus tard le bastion Nord de la citadelle de Montpellier puis du Lycée Joffre. Elle est détruite lors des Guerres de religion, ses derniers vestiges disparaissent à la construction de la citadelle. En 1969, une étude archéologique a établi qu'elle a été construite sur un cimetière.
En 1699, une nouvelle église Saint-Denis est construite dans le faubourg de la Saunerie (actuel quartier Gambetta) à l'emplacement d'un ancien cimetière de Notre-Dame des Tables ou d'une propriété de l'ordre de Saint-Jean de Jérusalem, situé aux carrefours des chemins de Saint-Martin de Prunet et de Béziers, soit actuellement l'avenue Georges Clemenceau, qui se continue par l'avenue de Toulouse, et la rue Rondelet,. Elle est l'œuvre de l'architecte Augustin-Charles d'Aviler qui la termine en 1702.
Desservie par les Oratoriens, cette église abrite un séminaire de 1709 à 1733, date après laquelle elle est confiée au clergé séculier. Un curé et un vicaire sont nommés. Un don est fait par le Cardinal de Fleury pour l'installation de l'horloge en 1730. Un maître-autel et sanctuaire en marbre, disposé « à la romaine », sont réalisés et achevés par le marbrier Pierre Fossati en décembre 1735.
Le 1er octobre 1793, la section révolutionnaire de Montpellier ferme l'édifice et les desservants se cachent. Vendus à l'encan, le bâtiment et le mobilier sont rachetés par des fidèles qui attendent le retour du curé, en 1801, pour restituer le lieu au culte.
En 1836, l'accroissement démographique de Montpellier nécessite d'agrandir l'église. Un second agrandissement se produit en 1895, ce qui finit par altérer la pureté du dessin de l'architecte d'Aviler. Seule la façade reste inchangée.
L’église Saint-Denis abrite des toiles des XVIIIe siècle et XIXe siècle ainsi que des statues, notamment un Sacré-Cœur du XIXe siècle en marbre de Carrare. La chapelle des Pénitents Bleu est de pur style néo-gothique. L'édifice possède un orgue.
Initialement incluse dans la paroisse Saint-Denis-Saint-Roch, l'église Saint-Denis fait partie depuis 2014, de la « Paroisse Cathédrale Montpellier » qui regroupe toutes les églises du centre-ville. Le curé de la paroisse est l'abbé Michel Plagniol.

## L'orgue
Portant le numéro 28 de la production et construit par Aristide Cavaillé-Coll en 1837, cet orgue fut réalisé dans la tradition classique. Il comptait 29 jeux répartis sur trois claviers et pédalier. Mis en service au cours du deuxième trimestre 1838, une nouvelle intervention de son concepteur eut lieu en 1846. Le devis prévoyait notamment « les réparations urgentes, boîte expressive et mécanisme, clavier de pédale forme allemande, mécanisme d'accouplement des basses, addition de quatre nouveaux jeux, remplacement des tuyaux de montre des plates-faces et une nouvelle soufflerie à pompe et à réservoir ». Il fut réceptionné le 17 octobre 1846. En 1853, un devis de Ducroquet approuvé par le conseil de fabrique prévoit un certain nombre de modifications : des sommiers nouveaux doivent être faits, des jeux anciens supprimés, des jeux d'un plus grand effet placés, la puissance de la soufflerie augmentée, les claviers complétés, le mécanisme perfectionné, un bourdon de 16 ajouté au G.O. et une boîte d'expression comprenant tous les jeux du Récit doit remplacer l'actuelle jugée  insuffisante. La réception des travaux eut lieu le 24 juin 1855. Toutefois, les experts trouvèrent des défauts dans le tremblant et la soufflerie insuffisante. Cela donna lieu à un procès qui dura jusqu'en 1870 et dont l'issue fut malheureuse pour le conseil de fabrique. Une réparation par Théodore Puget est à signaler en 1876 avec inauguration le 26 mars 1877. Relevage en 1912. En 1938, Maurice Puget est sollicité pour relever le Grand Orgue et apporter divers aménagements utiles. Les travaux estimés à 7 000 francs sont réceptionnés pour Pâques de la même année. En 1946, Maurice Puget procède à de nouveaux travaux, assez importants : le tirage pneumatique aurait-il été appliqué à ce moment-là ? En 1960, l'orgue nécessite une nouvelle intervention. Edmond Costa réalise un relevage en 1962. En 1973, les établissements Merklin & Kuhn, sous la direction de M. Bruguière, substituent la transmission électrique à l'ancien système tubulaire avec circuits imprimés, relais d'ordinateur, électro-aimants, vérins pneumatiques et électro-vannes. Enfin en 1984, la Manufacture Languedocienne de Grandes Orgues change les contacts en bronze par des contacts en argent, refait le câblage et nettoie entièrement l'instrument envahi par la poussière et les gravats.

### Description du buffet
Buffet en sapin à un seul corps qui a été remanié plusieurs fois. Constitué primitivement de trois tourelles et des deux doubles plates-faces centrales, on lui a d'abord ajouté les deux plates-faces garnies de chanoines dans la partie supérieure, puis celles qui se trouvent de part et d'autre du corps principal. La disposition des tuyaux est la suivante : 3 + 5 + 7 + 9 + 7 + 5 + 3 et 15 + 15 dans la partie supérieure. Un ange musicien domine la tourelle centrale et des pots-à-feu avec des instruments de musique, les deux autres. Les culots sont ornés de feuillages, des pendentifs tombent depuis le haut des trois tourelles et une corniche moulurée décore la partie haute des plates-faces. De part et d'autre du buffet, des ajouts de tuyaux de bois de pédale restent visibles.

### Description de l'instrument
Composition
- 1er clavier : Grand-Orgue (56 notes : Ut1 à Sol5)  Bourdon 16, Montre 8, Bourdon 8,  Flûte 8, Prestant 4, Doublette 2, Sesquialtera II rangs (Fa2), Plein-Jeu IV rangs, Basson 16, Trompette 8 , Clairon 4 ;
- 2e clavier : Positif expressif (56 notes : Ut1 à Sol5)  Cor de nuit 8, Octave 4, Nazard 2 2/3, Octavin 2, Tierce 1 3/5, Plein-Jeu III rangs, Clarinette 8 ;
- 3e clavier : Récit expressif (56 notes : Ut1 à Sol5)  Cor de nuit 8, Flûte 8, Voix céleste 8, Principal 4, Flûte 4, Octavin 2, Fourniture III rangs, Trompette 8, Basson-Hautbois 8, Voix Humaine 8, Clairon 4 ;
- Pédalier : à l'allemande (30 notes : Ut1 à Fa3) Soubasse 16, Flûte 8, Bombarde 16, Trompette 8 ;
- Accouplements : II/I, III/I, III/II ;
- Tirasses : Tir. G.O., Tir. Réc, Tir. Pos. ;
- Expression : Pos, Réc., à bascule inerte ;
- Divers : Appel de double registration ;
- Console : Séparée, en avant de la tribune, tournée vers le chœur ;
- Traction des claviers : Électrique.

Deux organistes se partagent les services : Madame Monique Richard, organiste titulaire de l'instrument depuis cinquante ans ; Madame Marie-Claude Borrel, organiste suppléante. L'entretien de l'instrument est confié à la manufacture d'orgues Claude Berger située à Clermont-l'Hérault. Certains jeux sont inutilisables dans l'état actuel de l'instrument[réf. nécessaire].

## Protection
L'élévation (façade) de cette église fait l’objet d’une inscription au titre des monuments historiques depuis le 31 octobre 1994.